# Sudden death (sport)
Sudden death is een term uit de sport- en spelwereld, die refereert aan een competitievorm waarin wordt doorgespeeld totdat een speler of team een punt scoort en daarmee voor komt te staan op de rest. Het spel of de wedstrijd is dan meteen afgelopen en het team dat een punt voorstaat is de winnaar. 
Sudden death wordt meestal gebruikt om een wedstrijd of spel te beëindigen als er na de normale speeltijd nog geen winnaar is, omdat bijvoorbeeld alle spelers of teams dezelfde score hebben.  Het wordt alleen toegepast indien een wedstrijd echt een winnaar moet hebben en niet in gelijkspel mag eindigen.